# 『瑠璃城』殺人事件
『『瑠璃城』殺人事件』（るりじょう さつじんじけん）は、北山猛邦による日本の推理小説。

## 概要
「『城』シリーズ」の第2作目。時空を超え、世紀を隔てた3つの事件を扱っている。
書籍情報
- 講談社ノベルス：2002年7月発行、ISBN 4061822632
- 講談社文庫：2008年3月発行、ISBN 9784062759960、巻末解説 辻村深月

## あらすじ
1243年、フランス・瑠璃城。城主の一人娘・マリィ専属の騎士団が、遠く離れた泉のほとりで首なしの状態で発見された。門番は誰も城を出ていないと証言し、何よりも、現場まで馬の足でも1日かかるのに、騎士団は半日前には城で無事な姿が確認されていた。
1916年、ドイツ・ヴェルダン戦前線。ほんの少し目を離した隙に、つい先程まで地下壕にあった4体の首なし遺体が忽然と消えてしまった。
1989年、日本・「最果ての図書館」。その一室で女性が倒れている。ドアを蹴破り駆けつけると、さっきまでなかった短剣が胸に突き刺さっていた。
生まれ変わっては殺し合う宿命に置かれた男女、彼らの周りで起こる不可解な事件。不可能犯罪も輪廻転生したのか。

## 登場人物

### 1989年・日本
霧冷（きりさめ）
「最果ての図書館」の司書。
君代（きみよ）
18歳。幼い頃に両親を亡くし、親戚に育てられた。視床下部に脳腫瘍が見つかり、余命半年と宣告されている。樹徒に自分がマリィの生まれ変わりであると告げられる。
樹徒（きと）
自称・レインの生まれ変わり。
歌未歌（うたみか）
「最果ての図書館」の司書。忘れっぽい性格。
美希（みき）
大学生。図書館をよく訪れる。
老人
図書館にほぼ毎日通う。

### 1243年・フランス
ジョフロワ
瑠璃城の城主。一貴族だったが、トゥールーズ家から派遣され城主となった。妻がいなくなってから、娘のために騎士団を作るなど、様子が変わった。
マリィ (Marie)
ジョフロワの一人娘。レインに想いを寄せている。
マリィのための白の楯騎士団
ジョフロワ伯によって作られた、マリィ専属の6名の騎士団。
レイン
マリィが信頼を置き、心を寄せる人物。
アノー
長身で気弱な性格。
フランドル
命令に実直に従う。
イーヴ・オラース・マティアス
その他のメンバー。
スノウウィ (Snowy)
自称・世界の混沌を管理する探偵。「首なし騎士」の事件を調べに城へやって来る。なぜか城内に詳しい。1916年のドイツにも、1989年の日本にも現れる。

### 1916年・ドイツ
少尉
フランス兵。レインの生まれ変わり。
ヘイル、ジャン
隊の生き残り。
“マリィの生まれ変わり”
本名不明。看護婦。

## 作中用語
最果ての図書館
財団法人によって、日本最北の地に建てられた私立図書館。街外れにあり、利用者は少ない。司書2人と数人の事務員によって運営されている。
呪われた短剣
マリィとレインが殺し合う時の凶器。かつて「マリィのための白の楯騎士団」が所有していた。世界中に6本ある。
巨石十字架
ジョフロワが作らせた巨大な十字架。縦の長さが60mにも及ぶ。

## 海外への翻訳
- 中国・吉林出版集団有限責任公司：“琉璃城”杀人事件、2010年3月発行、ISBN 9787546322285